# La Chapelle-Gaceline
La Chapelle-Gaceline [la ʃapɛl gaslin] (bretonsky Ar Chapel-Wagelin) je francouzská obec v departementu Morbihan v regionu Bretaň.

## Vývoj počtu obyvatel
Počet obyvatel

## Pamětihodnosti
- kostel sv. Petra z roku 1852
- kříže z roku 1678 a 1751
- Château du Boschet s kaplí Saint-Joseph du Boschet ze 17. století